# Villamayor de Treviño
Villamayor de Treviño è un comune spagnolo di 68 abitanti situato nella comunità autonoma di Castiglia e León.